# Zaglyptus formosus
Zaglyptus formosus är en stekelart som beskrevs av Joseph Augustine Cushman 1933. Zaglyptus formosus ingår i släktet Zaglyptus och familjen brokparasitsteklar. Inga underarter finns listade i Catalogue of Life.